# Lunzenau
Lunzenau é um município da Alemanha, situado no distrito de  Mittelsachsen, no estado da Saxônia. Tem 28,06 km² de área, e sua população em 2019 foi estimada em 4.147 habitantes.